# Яакола, Топи
То́пи Я́акола (фин. Topi Jaakola; род. 15 ноября 1983, Оулу) — финский хоккеист, защитник. Чемпион мира 2011. Четырёхкратный чемпион Финляндии (2004, 2005, 2007, 2008) в составе «Кярпята». На драфте НХЛ был выбран в 2002 году под общим 134-м номером командой «Флорида Пантерз».

## Статистика
| Легенда | Легенда                    | Легенда | Легенда                   | Легенда | Легенда    |
| ------- | -------------------------- | ------- | ------------------------- | ------- | ---------- |
| И       | Количество проведённых игр | Штр     | Штрафное время            | +/−     | Плюс-минус |
| Г       | Голы                       | П       | Голевые передачи          | О       | Очки       |
| -       | Статистика неизвестна      | —       | Статистика не учитывалась |         |            |

### Клубная карьера
- a В этом сезоне в «Плей-офф» учитывается статистика игрока в Кубке Надежды.